# Dària Xmeliova
Dària Mikhàilovna Xmeliova (en rus Дарья Михайловна Шмелёва) (Moscou, 26 d'octubre de 1994) és una ciclista russa especialista en el ciclisme en pista. Medallista als Jocs Olímpics i als Campionats del món en pista.

## Palmarès
- 2011
  -  Campiona del món júnior en Velocitat per equips (amb Anastassia Vóinova)
- 2012
  -  Campiona del món júnior en Velocitat
  -  Campiona del món júnior en 500 metres contrarellotge
  -  Campiona del món júnior en Keirin
  -  Campiona del món júnior en Velocitat per equips (amb Lidia Pluzhnikova)
  -  Campiona d'Europa júnior en 500 metres contrarellotge
  -  Campiona d'Europa júnior en Keirin
  -  Campiona d'Europa júnior en Velocitat per equips (amb Lidia Pluzhnikova)
- 2014
  -  Campiona d'Europa sub-23 en Velocitat per equips (amb Anastassia Vóinova)
- 2015
  -  Campiona d'Europa en Velocitat per equips (amb Anastassia Vóinova)
  -  Campiona d'Europa sub-23 en Velocitat per equips (amb Anastassia Vóinova)
- 2016
  -  Medalla de plata als Jocs Olímpics de Rio de Janeiro en Velocitat per equips (amb Anastassia Vóinova)
  -  Campiona del món en Velocitat per equips (amb Anastassia Vóinova)
  -  Campiona d'Europa en 500 metres
  -  Campiona d'Europa en Velocitat per equips (amb Anastassia Vóinova)
- 2017
  -  Campiona del Món en 500 metres
  -  Campiona del món en Velocitat per equips (amb Anastassia Vóinova)
  -  Campiona d'Europa en Velocitat per equips (amb Anastassia Vóinova)

### Resultats a laCopa del Món
- 2014-2015
  - 1a a Cali, en Velocitat per equips
- 2015-2016
  - 1a a Hong Kong, en Velocitat per equips
- 2016-2017
  - 1a a Los Angeles, en Velocitat per equips
- 2017-2018
  - 1a a Manchester, en 500 metres